# Brennivín

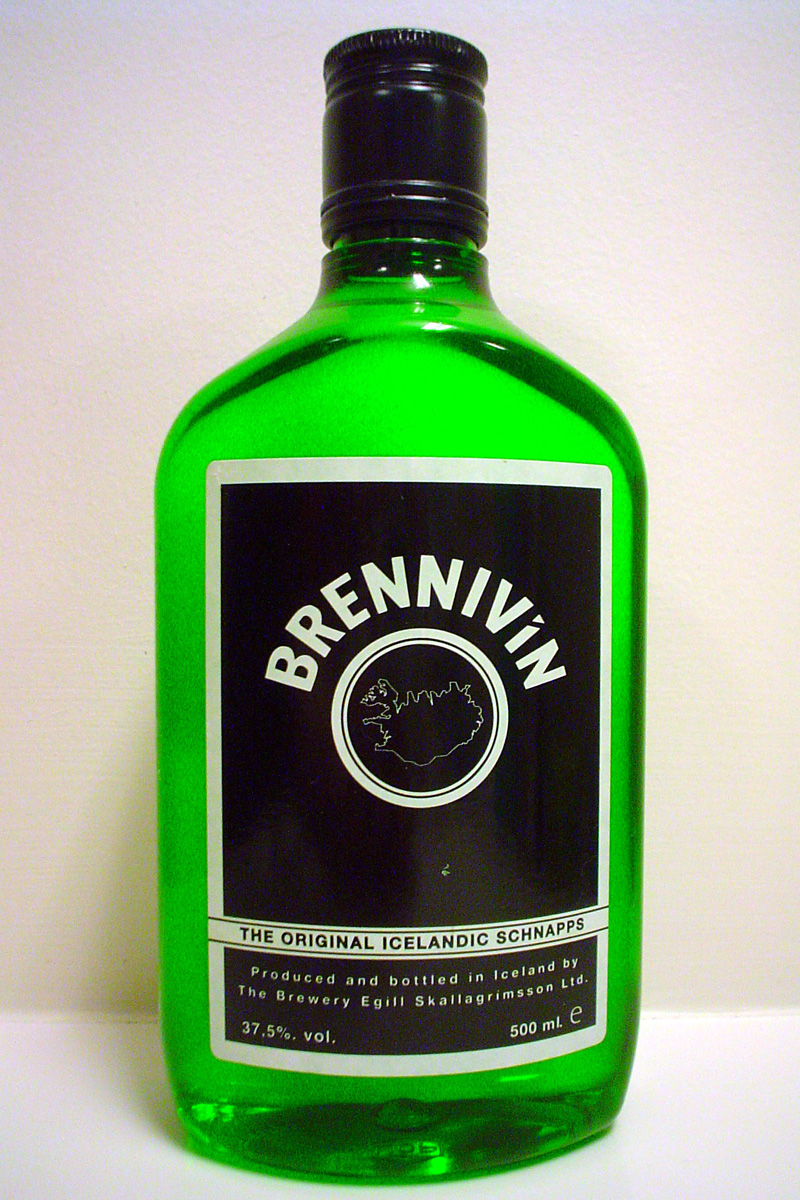
Charakterystyczna butelka Brennivina o pojemności 500ml

Brennivín (z islandzkiego: płonące wino) – pochodząca z Islandii ziemniaczana wódka o kminkowym aromacie. Brennivín jest najbardziej popularnym wysokoprocentowym alkoholem produkowanym na Islandii.

## Historia
Produkcja Brennivina rozpoczęła się po zniesieniu prohibicji na alkohole wysokoprocentowe w latach 30. Sprzedawany jest niezmiennie w zielonych butelkach z czarną etykietą, która miała na celu odstraszać potencjalnych konsumentów.

## Sposób konsumpcji
Brennivín podaje się schłodzony w kieliszku. Tradycyjnie jest serwowany wraz z hákarl – sfermentowanym mięsem rekina – w trakcie święta Þorri.

## Dostępność
Brennivín nie był eksportowany do żadnego państwa na świecie aż do roku 2014, kiedy rozpoczęto eksport do Stanów Zjednoczonych.

## Pozostałe informacje
- Brennivín często pojawia się w powieściach islandzkiego noblisty Halldora Laxnessa
- Zawartość alkoholu wynosi 37,5%